# Aplainamento
O aplainamento é uma operação de usinagem que utiliza uma plaina, equipamento que corta o material usando uma ferramenta de corte com movimentos de alternativos montada sobre um torpedo. Sua principal função é remover irregularidades da superfície plana. Na plaina limadora é a ferramenta que faz o curso de corte e a peça tem apenas pequenos avanços transversais. Esse deslocamento é chamado de passo do avanço. O curso máximo da plaina limadora, em geral, fica em torno de 900mm. Por esse motivo, ela só pode ser usada para usinar peças de tamanho médio ou pequeno, como uma régua de ajuste. Quanto às operações, a plaina limadora pode realizar estrias, rasgos, rebaixos, chanfros, faceamento de topo em peças de grande comprimento. Isso é possível porque o conjunto no qual está o porta-ferramenta pode girar e ser travado em qualquer ângulo. Como a ferramenta exerce uma forte pressão sobre a peça, esta deve estar bem presa à mesa da máquina. Quando a peça é pequena, ela é presa por meio de uma morsa e com o auxílio de cunhas e calços. As peças maiores são presas diretamente sobre a mesa por meio de grampos, cantoneiras e calços.

## Em náutica
Aplainar uma vela, em náutica, é o termo empregue quando se pretende diminuir o saco ("barriga")  a uma vela para a tornar o mais plana possível de forma a que o vento deslize na vela mas não a encha. Com vento forte, quanto mais plana estiver uma vela mais o vento passa por ela sem a encher, logo menos pressão exerce e diminui-se assim risco de capotamento.